# El Terrero, Cuquío
El Terrero är en ort i Mexiko.   Den ligger i kommunen Cuquío och delstaten Jalisco, i den centrala delen av landet, 400 km väster om huvudstaden Mexico City. El Terrero ligger 1 858 meter över havet och antalet invånare är 358.
Terrängen runt El Terrero är kuperad, och sluttar österut. Runt El Terrero är det ganska glesbefolkat, med 25 invånare per kvadratkilometer. Närmaste större samhälle är San Gabriel, 8,4 km nordväst om El Terrero. I omgivningarna runt El Terrero växer huvudsakligen savannskog.